# Variedad diacrónica
En lingüística histórica, una variedad diacrónica es una lengua o un dialecto de un cierto período histórico. Así, todas las lenguas modernas son la evolución histórica de una variedad lingüística anterior, frecuentemente llamada de la misma manera, que presentaba algunas diferencias fonológicas, gramaticales y léxicas con la variante moderna.
Esto es importante, porque en algunos casos el uso de ciertas etiquetas muy generales como "idioma griego" en realidad cubre variedades lingüísticas diferentes entre sí que podrían ser consideradas lenguas diferentes, aunque emparentadas. No es idéntico el griego micénico del siglo XV a. C., el griego antiguo o clásico del siglo V a. C., el griego helenístico del siglo I d. C., el griego medieval del siglo X d. C. o el griego moderno actual.  Un caso similar se da con el "idioma chino" documentado desde siglo XIII a. C. hasta la actualidad, aunque en realidad el chino arcaico del siglo XIII a. C., es una lengua que difiere notoriamente el chino clásico del siglo II a. C., que a su vez es bastante diferente del chino medio de siglo VI d. C. que a su vez difiere del chino moderno. Además tanto en el caso del chino clásico y el griego clásico, había otras variedades sincrónicas que no eran diferentes de ellas. Esto justifica el análisis que diferencia entre sincronía y diacronía.
La diferencia entre variantes diacrónicas puede ser tan diferente, que los estadios más antiguos pueden ser ininteligibles con las lenguas modernas. Así por ejemplo, las modernas lenguas romances, en general difieren notoriamente de los protorromances de los que derivaron, que a su vez difieren en numerosos aspectos del latín clásico, que a su vez difiere del latín arcaico. Focalizando en el caso del español, se suele diferenciar los siguientes estadios: castellano medieval, español medio y español moderno.